# Muttereiche
Die Muttereiche war ein rund 1300 Jahre alter Baum und ein Naturdenkmal bei Hechingen im baden-württembergischen Zollernalbkreis.

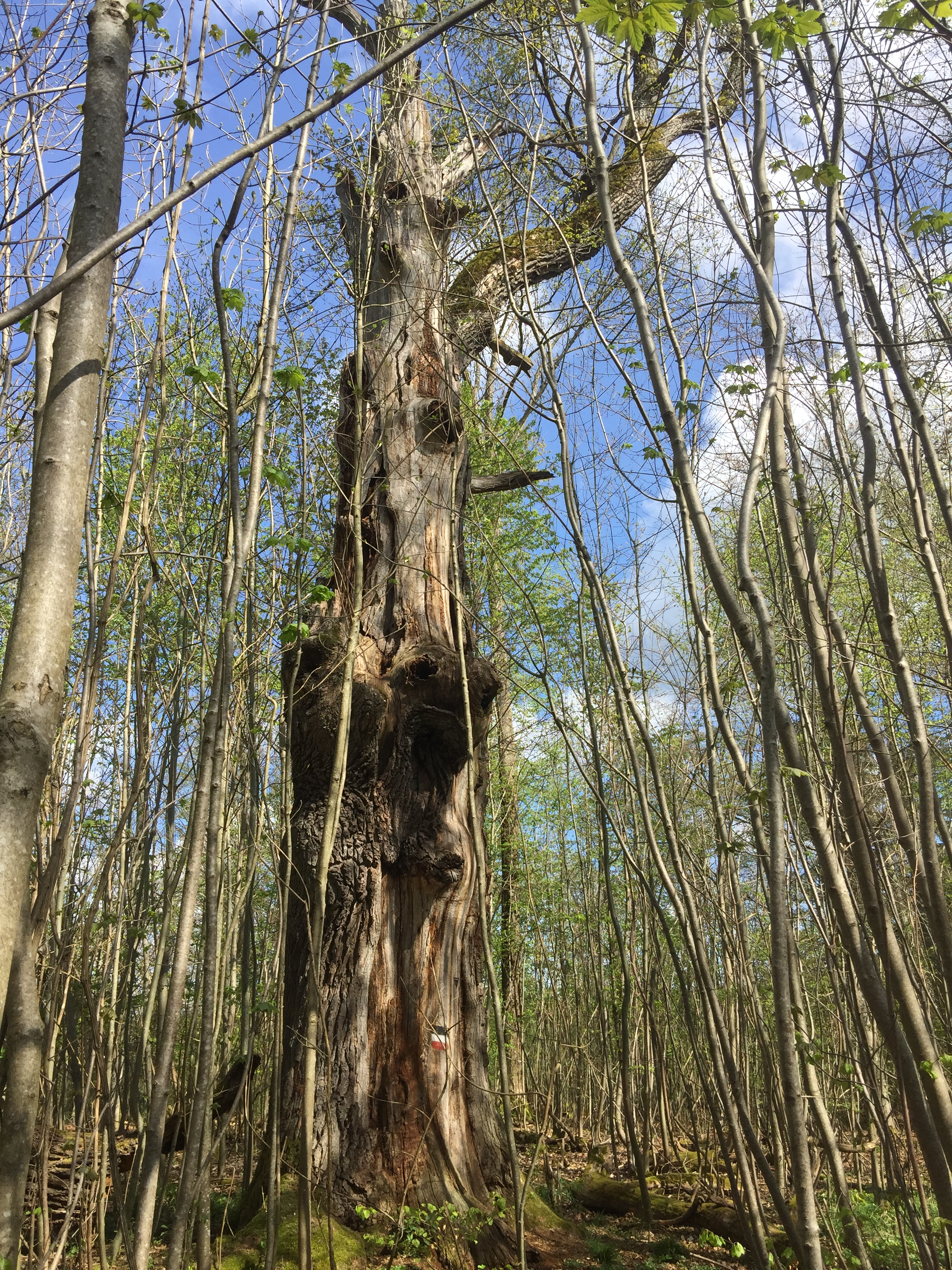
Muttereiche (2015)

Die Eiche stand im Wald westlich von Hechingen-Stein Richtung Schloss Lindich. Seit 1995 war die Eiche im Landschaftsschutzgebiet Mittleres Starzeltal als Naturdenkmal geschützt.
Vor ihr befand sich früher wohl ein Thing-Platz der Alamannen. Mit Aufkommen des Christentums verlor die Eiche an Bedeutung. Es ist jedoch anzunehmen, dass mit der einstigen Martinikirche, der ältesten christlichen Kirche hier, direkt Bezug auf den Thing-Platz genommen wurde. Diese bestand bis zum 19. Jahrhundert und war an der Wegkreuzung der Straße zum Lindich und der Abbiegung zum Schützenhaus verortet.

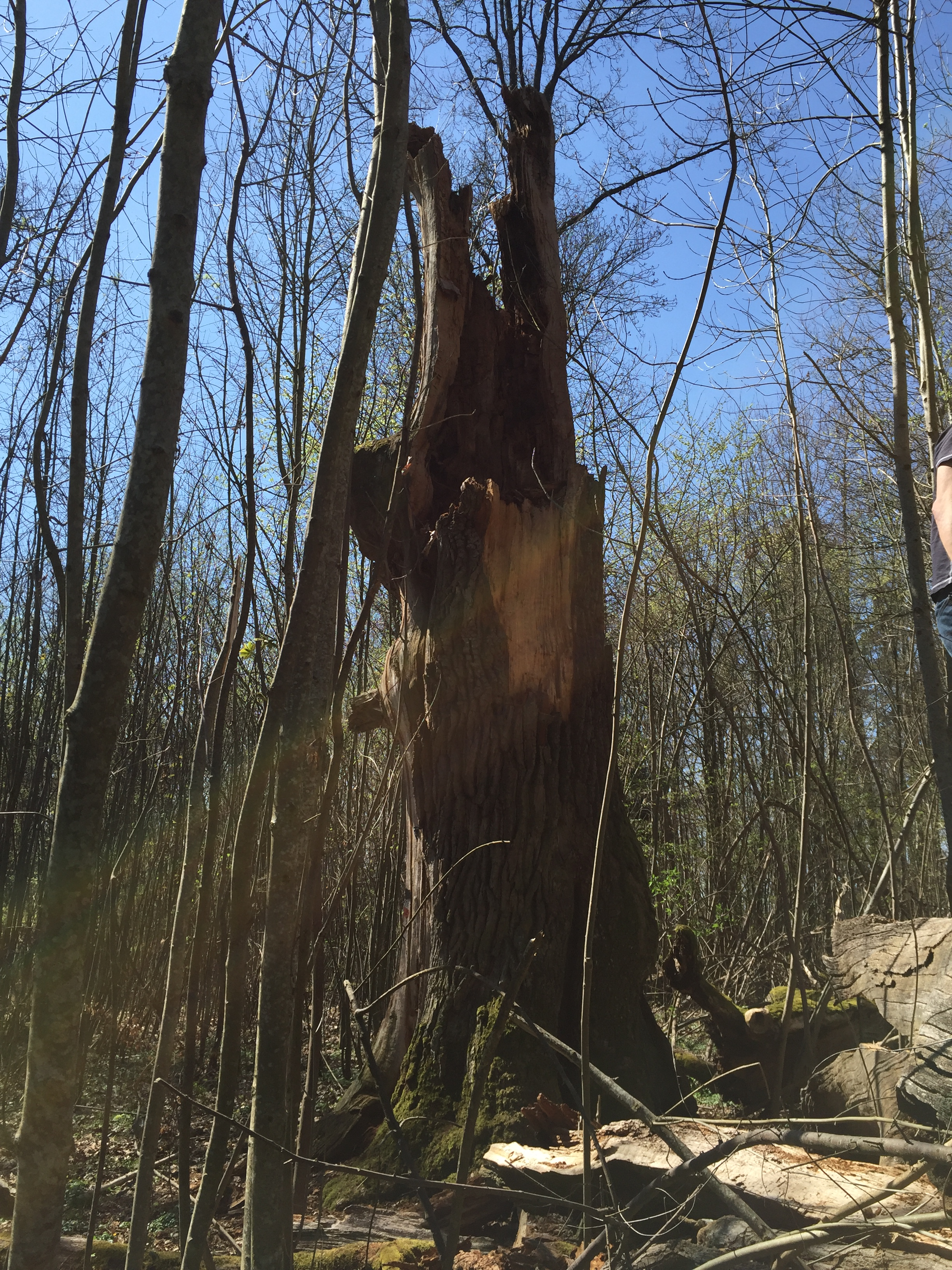
Der zerstörte Baum (Frühjahr 2017)

2014 brach von der Eiche ein größerer Ast ab. Außerdem war der Stamm teilweise morsch und die Rinde abgefallen, sie hatte aber noch große vitale Bereiche.
Im Herbst 2016 brach schließlich der letzte Teil des Wipfels ab. Zurück bleibt nur der imposante Stumpf.